# Luftangriffe auf Wiener Neustadt
Die Luftangriffe auf Wiener Neustadt fügten der Stadt zwischen 1943 und 1945 derart schwere Schäden zu, dass sie neben Tokio, Hiroshima, Nagasaki, Dresden, Düren, Paderborn und Coventry zu jenen Städten gehörte, welche die größten Zerstörungen im Luftkrieg während des Zweiten Weltkrieges hinnehmen mussten. Nach zwei Jahren Bombenkrieg wiesen zu Kriegsende von insgesamt 4178 Objekten nur ganze 18 Objekte keinerlei Schäden auf. Durch die Bombenabwürfe starben etwa 900 Menschen, rund 400 amerikanische Besatzungsmitglieder sowie mehr als 80 deutsche Piloten verloren bei den Luftkämpfen ihr Leben.
Trotz der großen Zerstörungen muss festgehalten werden, dass Wiener Neustadt nicht das Opfer einer Morale-Bombing-Strategie wurde, sondern einfach den damals begrenzten Möglichkeiten für Präzisionsangriffe Tribut zollen musste.

## Bedeutung von Wiener Neustadt als Ziel der alliierten Bomberflotten

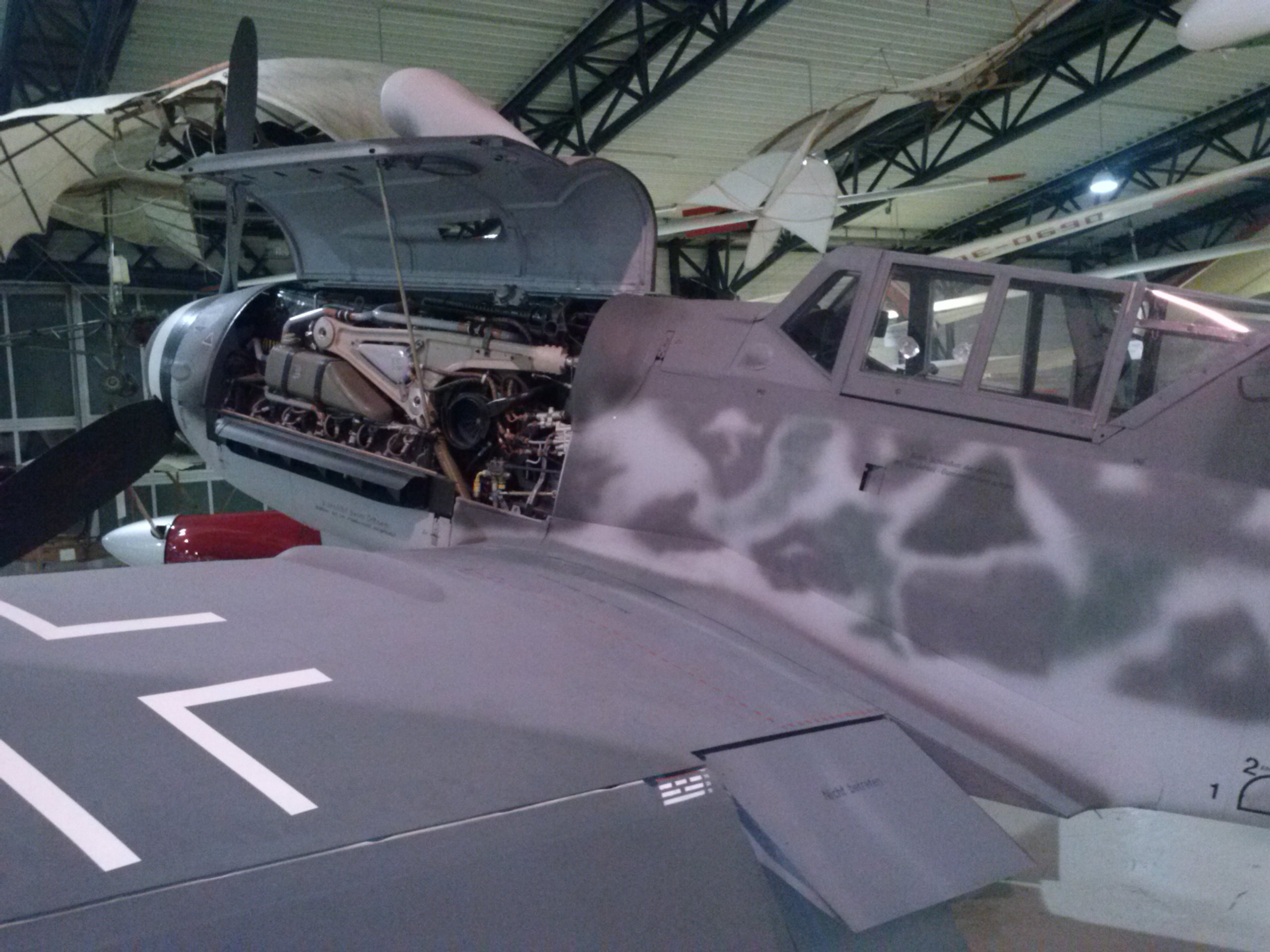
Dieser Nachbau einer Bf 109 mit Originalteilen aus den Wiener Neustädter Flugzeugwerken steht heute im Flugmuseum Aviaticum.

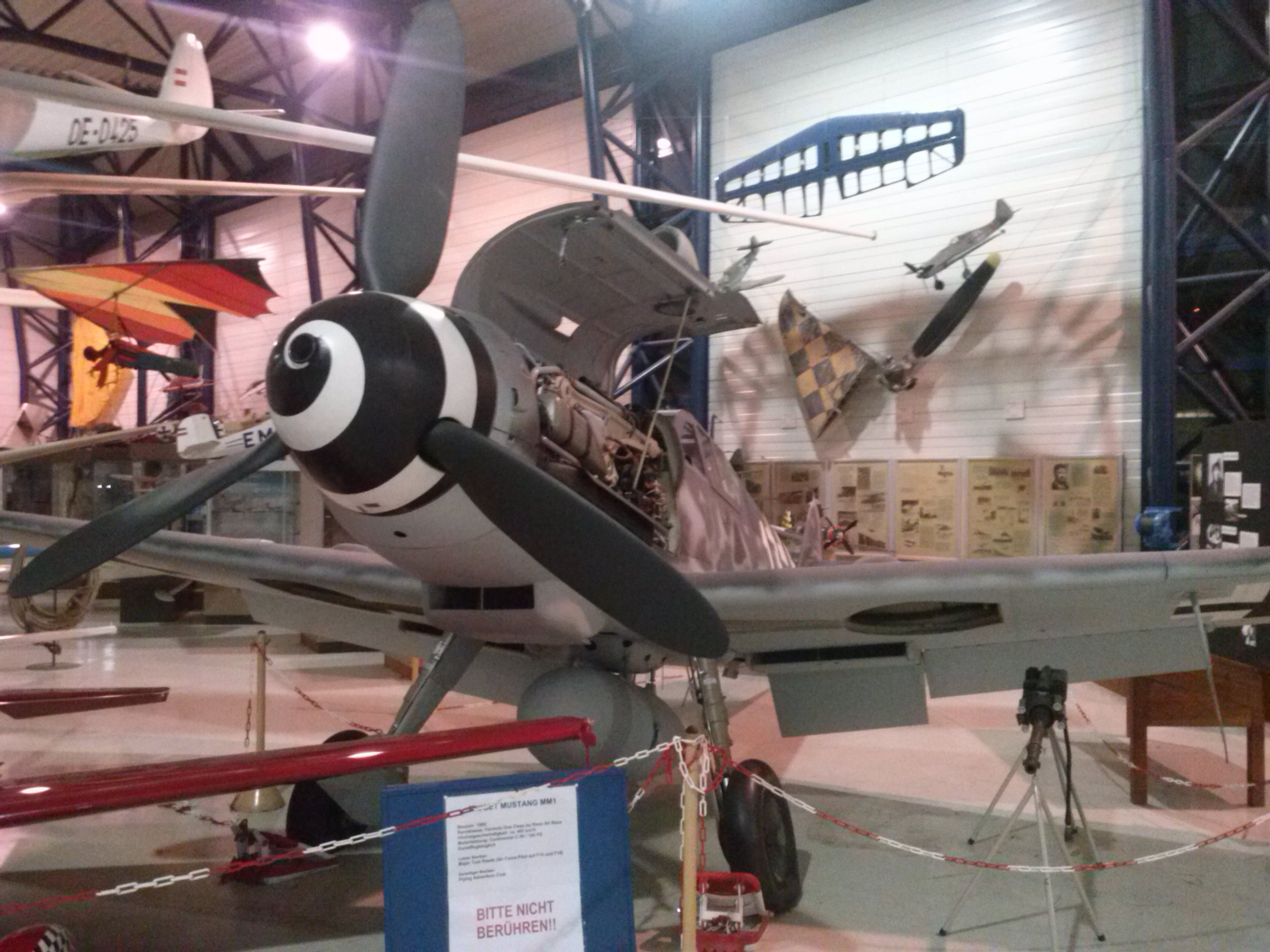
Für den Nachbau wurden auch Teile einer abgestürzten Maschine des Jagdgeschwaders 54 verwendet.

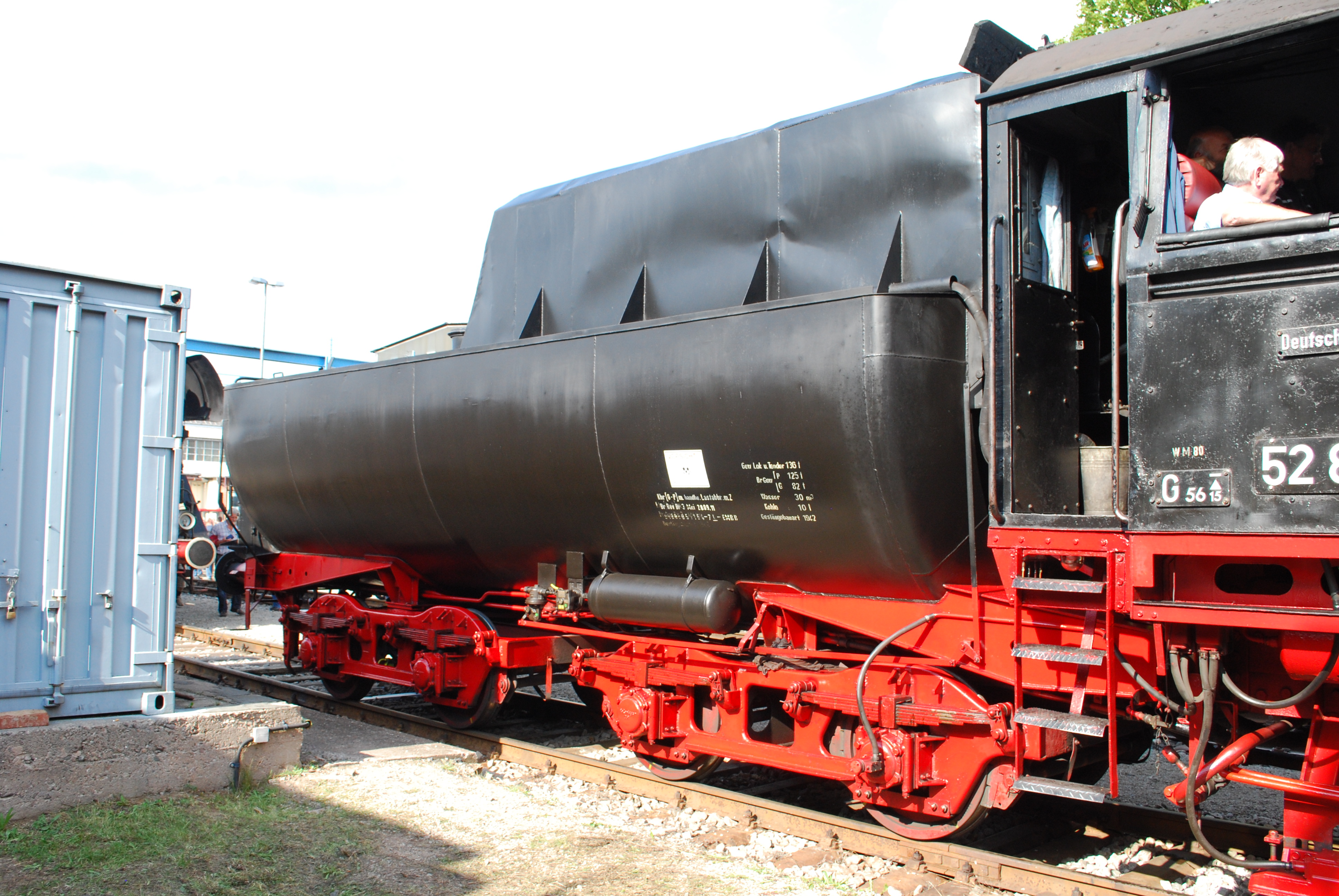
Schlepptender vom Typ 2'2'T30 wurden in den Raxwerken produziert.

Die Bedeutung von Wiener Neustadt als Luftziel begründete sich einerseits durch Industrieanlagen, welche in der deutschen Luftrüstung eine wichtige Rolle spielten, und andererseits durch die Funktion als größter Feldflughafen der deutschen Luftwaffe und der daraus resultierenden strategischen Rolle für den Krieg in Südosteuropa.
Bezüglich Rüstung sind an erster Stelle die Wiener Neustädter Flugzeugwerke zu nennen, in denen das Standardjagdflugzeug der Luftwaffe, die Messerschmitt Bf 109, in großen Mengen produziert wurde. So kamen von 2673 im Jahre 1942 produzierten Bf 109-Jägern 1400, also mehr als 50 Prozent, aus Wiener Neustadt.
Ein weiterer wichtiger Industriebetrieb in der Stadt waren die Raxwerke, die sich im Laufe des Krieges zur größten Schlepptender-Fabrik Deutschlands entwickelten. Die Einheitslokomotiven der Baureihen 42 und 52 fuhren größtenteils mit den Tendern aus Wiener Neustadt und bildeten die logistische Grundlage für die Truppenversorgung der deutschen Wehrmacht. Von den Alliierten unbemerkt wurden außerdem in den Produktionsanlagen der Werke ab dem Frühsommer des Jahres 1943 Teile des Aggregat 4-Programmes erzeugt.
In und um Wiener Neustadt gab es außerdem mehrere große Betriebe, welche Munition und Artilleriegeschoße herstellten. Trotz dieser für die deutsche Kriegsführung wichtigen Rüstungskomponenten standen derartige Betriebe selten bis gar nicht auf der Prioritätenliste der amerikanischen Bomberverbände.
Ein wichtiges strategisches Ziel stellte hingegen im weiteren Verlauf des Krieges der Wiener Neustädter Luftpark dar, der sich aus den Fliegerhorsten Wiener Neustadt West und Wiener Neustadt Ost, dem früheren Industrieflugplatz der Wiener Neustädter Flugzeugwerke, sowie einer Luftwerft zusammensetzte. Beide dienten als Drehscheibe für den Luftkrieg im Süden und Südosten von Europa und beherbergten immer wieder größere Kampfverbände der Luftwaffe. So war ein Großteil der Luftflotte 4 am 6. und 7. April 1941 von Wiener Neustadt aus aufgebrochen, um Belgrad aus der Luft zu zerstören. Am Beginn des Balkanfeldzuges fand auch der erste Luftangriff statt, der von einem einzelnen Bristol-Blenheim-Bomber der jugoslawischen Luftwaffe geflogen wurde. Das feindliche Flugzeug wurde dabei von den Flak-Kräften des Wiener Neustädter Flughafens derart beschädigt, dass es bei Markt Allhau notlanden musste.

## Die Luftangriffe auf Wiener Neustadt
Im Luftkrieg des Zweiten Weltkriegs galt die „Ostmark“ und damit auch Wiener Neustadt bis Herbst 1943 als „Reichsluftschutzkeller“, denn während Gebiete im Westen und Norden des Deutschen Reiches bereits seit Ende 1942 systematisch bombardiert wurden, lagen die Ziele in Ostösterreich außerhalb der Reichweite amerikanischer und englischer Bomber. Nach dem gescheiterten Tunesienfeldzug des Deutschen Afrikakorps (DAK) änderte sich mit der Kapitulation des DAK und seiner Verbündeten am 13. Mai 1943 die strategische Lage jedoch schlagartig. Die alliierten Bomber-Geschwader bedrohten nun von ihren Basen in Tunesien und Libyen die Südflanke des Deutschen Reiches. Die Bedrohung stieg noch weiter an, als nach ihrer Landung auf dem italienischen Festland die Alliierten rund um die Stadt Foggia ab Ende September 1943 große Flugfelder (den Foggia Airfield Complex) für ihre Bomberflotte in Betrieb nahmen. Im Oktober bündelten sie ihre Kräfte in der 15th Air Force, die nun bis Kriegsende für den strategischen Luftkrieg im Süden und Osten von Europa verantwortlich zeichnete.

### Erster Angriff auf die Wiener Neustädter Flugzeugwerke am 13. August 1943
Die Zerschlagung der deutschen Luftrüstungsindustrie stand von Mitte 1943 bis Mitte 1944 an erster Stelle der alliierten Prioritätenliste. Für die Wiener Neustädter Flugzeugwerke bedeutete dies, dass sie im Rahmen der Operation Juggler am 13. August 1943 das Ziel für den Angriff von ursprünglich 101 Consolidated B-24-Bombern bildeten. Viele dieser Bomber waren aber nur notdürftig repariert worden, nachdem sie wenige Tage zuvor bei Angriffen auf die Ölförderanlagen von Ploiești schwere Beschädigungen davongetragen hatten. Insgesamt gelang es nur 65 Maschinen bis zum Ziel vorzudringen und 120 Tonnen Sprengbomben auf das Werk zu werfen. Die Amerikaner trafen dabei aber auf eine völlig überraschte Luftabwehr, welche sich im Reichluftschutzkeller zu sicher gefühlt hatte. Der Angriff kostete 134 Menschen auf dem Boden, darunter 26 französischen Zwangsarbeitern, das Leben. 128 wurden schwer, 806 leicht verwundet, 1500 obdachlos. Die alliierten Bomber-Geschwader verloren auf dem Rückweg drei Maschinen, wobei zehn Besatzungsmitglieder in Gefangenschaft gerieten. Eines der wenigen deutschen Jagdflugzeuge, welche versucht hatten, den Angriff abzuwehren, stürzte bei Szombathely ab, wobei der Pilot überlebte. Die Bomben hatten 30 fabriksneue Bf 109 auf dem Boden zerstört, weitere 81 mussten vor der Auslieferung an die Luftwaffe repariert werden. Insgesamt sank die Monatsproduktion der Wiener Neustädter Flugzeugwerke von 280 auf 180 Maschinen.

### Zweiter Angriff auf die Wiener Neustädter Flugzeugwerke am 1. Oktober 1943

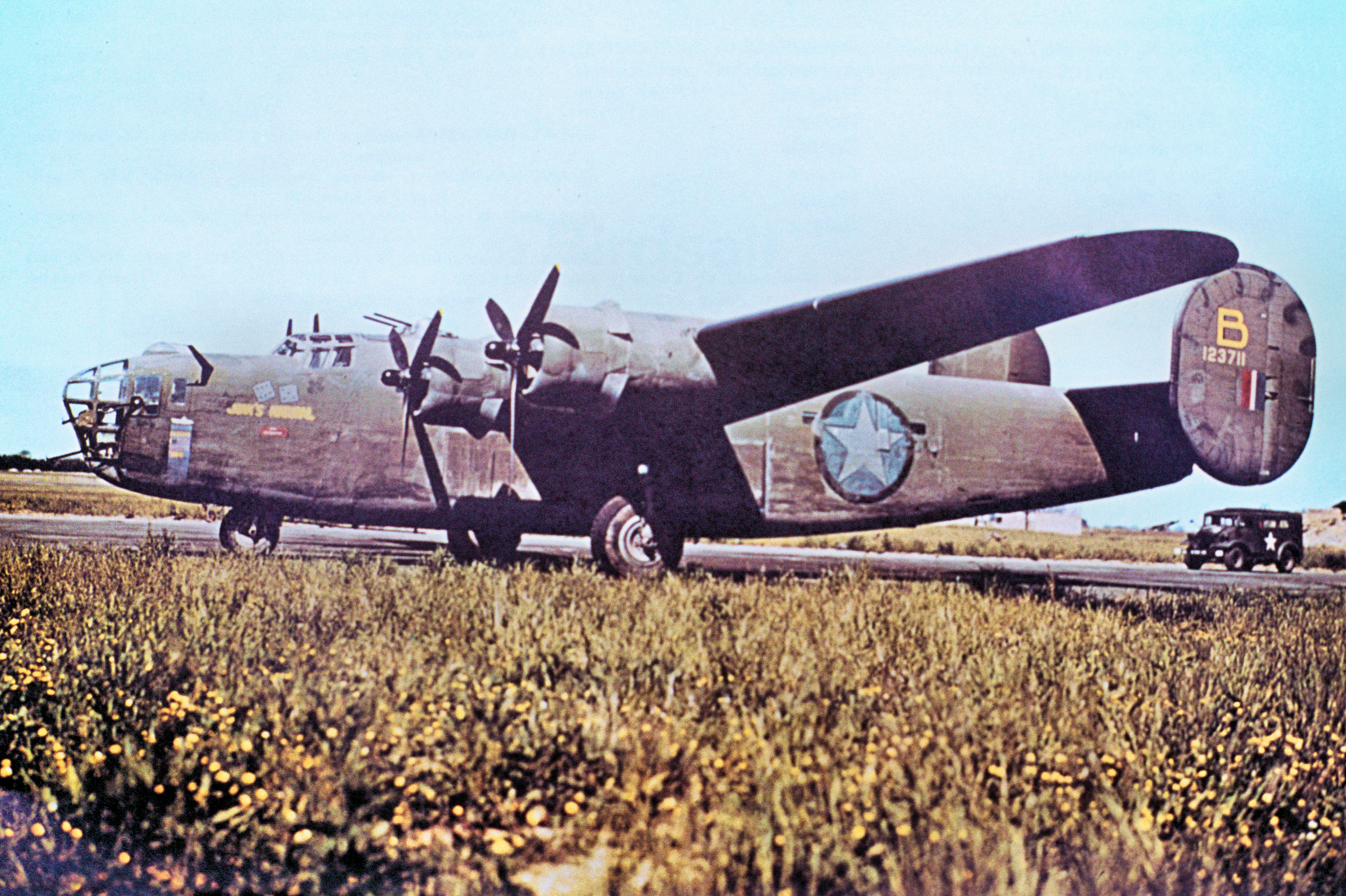
Diese B-24 stürzte am 1. Oktober 1943 bei Naintsch ab, nur ein Besatzungsmitglied kam dabei mit dem Leben davon.

Im Zuge der alliierten Luftoffensive gegen die deutsche Luftrüstung standen am 1. Oktober wieder Flugzeugwerke im Süden Deutschlands auf der Zielliste der schweren amerikanischen Bomber-Gruppen. Während der Angriff auf die Messerschmitt-Werke in Augsburg witterungsbedingt abgebrochen werden musste und stattdessen als Ersatzziel Feldkirch bombardiert wurde, verlief der Angriff auf die Wiener Neustädter Flugzeugwerke wie geplant. Insgesamt gelang es 90 B-24-Bombern 182 Tonnen Sprengbomben auf Wiener Neustadt abzuwerfen, wobei die Flugzeugwerke aber auch die Raxwerke und Teile der Stadt aufgrund des ungenauen amerikanischen Zielverfahrens getroffen wurden. Anders als beim ersten Angriff war die deutsche Seite aber dieses Mal vorbereitet. Die Flak-Kräfte waren beträchtlich verstärkt worden und auch die Luftwaffe hatte mit der I. Gruppe des Jagdgeschwaders 27 einen kampferprobten Verband in die Ostmark verlegt, der auch prompt den sich schon auf dem Rückweg befindlichen Bombern empfindliche Verluste zufügte. Auf dem Boden gab es 52 Tote in den Industrieanlagen und 51 weitere in Wiener Neustadt und Umgebung. Die amerikanischen Angreifer verloren 56 Gefallene sowie 49 weitere Besatzungsmitglieder, die in Kriegsgefangenschaft gerieten. Die deutschen Jagdflieger büßten vier Flugzeuge ein, wobei ein Pilot tödlich bei einer Bruchlandung verunglückte. In den Flugzeugwerken führte der Angriff zu einem 40-prozentigen Produktionsausfall.

### Gescheiterter Angriff auf die Wiener Neustädter Flugzeugwerke am 24. Oktober 1943

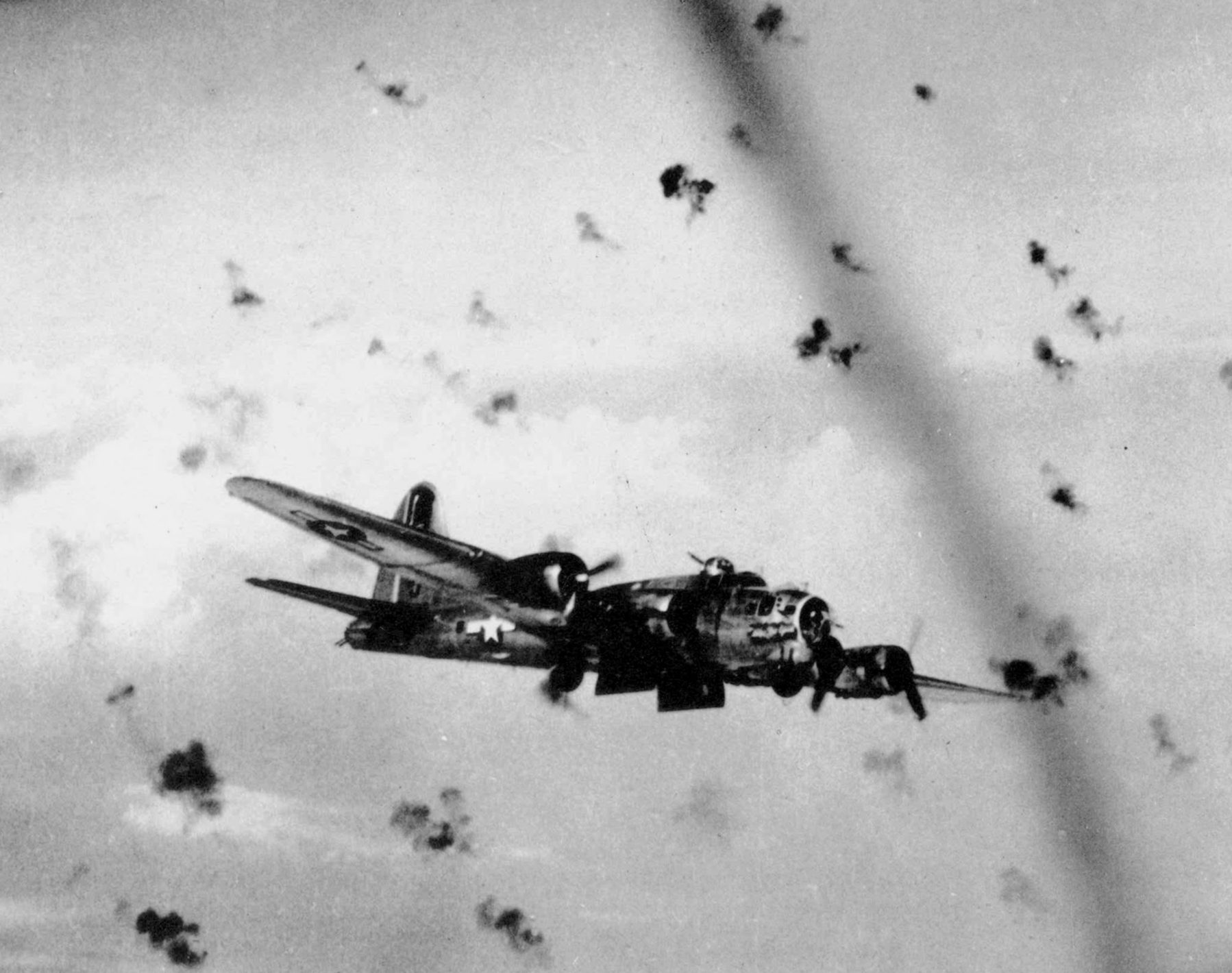
Die B-17 war neben der B-24 der zweite Bombertyp den die Bomber-Gruppen der 15th Air Force flogen.

Am 24. Oktober wollte die amerikanische Luftwaffe abermals die Wiener Neustädter Flugzeugwerke angreifen. 175 Bomber sollten dazu eingesetzt werden, doch aufgrund des schlechten Wetters mussten zahlreiche B-17 und B-24 schon vorzeitig umkehren. Die restlichen fanden das Primärziel nicht bzw. bombardierten zum Teil unwissentlich falsche Ziele. So blieb zwar Wiener Neustadt verschont, aber in Neunkirchen und Ebenfurth verloren insgesamt 29 Menschen ihr Leben. Das Bemerkenswerte an diesem Angriff war aber, dass bei diesem Angriff zum ersten Mal die Bomber bis zum Plattensee von eigenen Begleitjägern beschützt wurden.

### Dritter Angriff auf die Wiener Neustädter Flugzeugwerke am 2. November 1943
Nach dem am 24. Oktober gescheiterten Angriff erfolgte die nächste Attacke auf die Wiener Neustädter Flugzeugwerke am 2. November. Die amerikanischen Bomber führten diese zum ersten Mal als Teil der 15th Air Force durch, die am Vortag unter dem Kommando von James Harold Doolittle gegründet worden war.
Von 139 gestarteten B-17 und B-24 erreichten 112 den Raum von Wiener Neustadt. Während auch bei diesem Angriff Wohnviertel und Fabriken, die nicht das eigentliche Ziel waren, getroffen wurden, gab es im Flugzeugwerk eine Reihe von Treffern, welche die Flugzeugproduktion ins Mark trafen. So wurden neben wichtigen Montageeinrichtungen auch 115 vorgefertigte und 5 fertige Bf 109 sowie 80 Motoren total zerstört. Bis zum Dezember ging die monatliche Fertigung von 213 auf 37 Maschinen zurück, sodass sich Rüstungsminister Albert Speer gezwungen sah, die Dezentralisierung der Wiener Neustädter Flugzeugproduktion anzuordnen.
Der Angriff forderte mit 102 Toten auch wieder hohe Menschenverluste. Darunter befanden sich auch Angehörige des Fliegerhorstes, auf dem es ebenfalls schwere Zerstörungen gab. Die Angreifer verloren elf Maschinen, wobei 69 Besatzungsmitglieder den Tod fanden und 40 in deutsche Gefangenschaft gerieten. Für die deutsche Führung war dieses Ergebnis trotzdem nicht zufriedenstellend, weil für die Abwehr des Angriffes etwa 100 Jäger verschiedener Jagdgeschwader (3, 27, 27, 51 und 53) zur Verfügung gestanden hatten. Die Luftwaffe musste außerdem den Verlust von zwölf Maschinen und den Tod dreier Piloten beklagen. Reichsmarschall Hermann Göring war über die Leistung seiner Jagdflieger derart erbost, dass er die Kommandeure der beteiligten Jagdgruppen nach Salzburg zum Rapport zitierte.

### Gescheiterter Angriff auf die Wiener Neustädter Flugzeugfabrik am 7. Jänner 1944

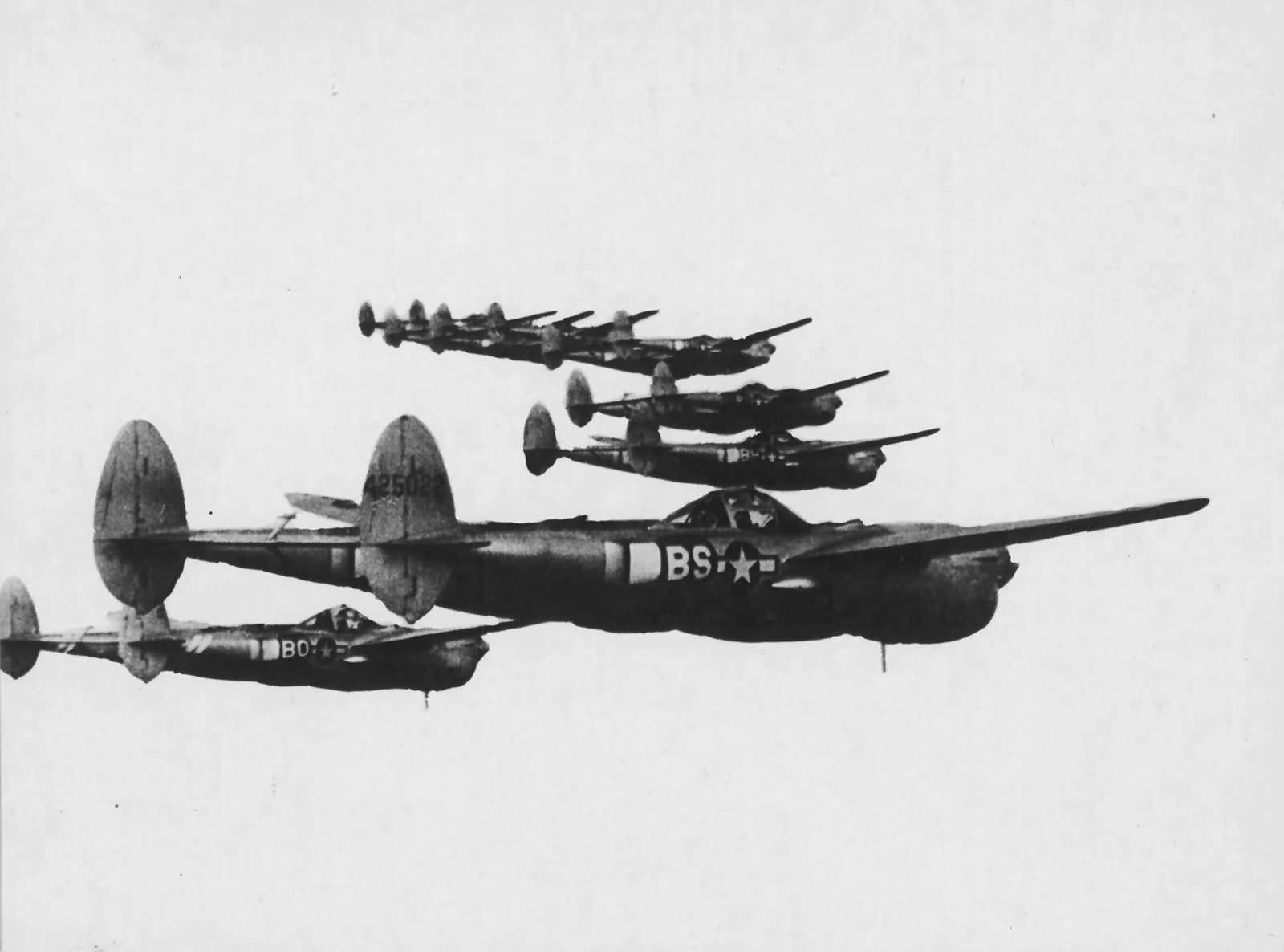
Die 82nd Fighter Group, die mit der P-38 Lightning ausgerüstet war, erzielte die meisten Abschüsse aller fünf Jagd-Gruppen der 15th Air Force.

Der nächste Angriff auf die Flugzeugwerke war für den 7. Jänner geplant. 113 viermotorige Bomber sollten diesen Luftangriff fliegen, doch das Wetter zwang sie, stattdessen Ersatzziele in Italien und Jugoslawien zu bombardieren. Den amerikanischen Jägergruppen war es zum ersten Mal gelungen, 24 eigene Jagdflugzeuge über dem Ziel zu positionieren, wo diese auf die Ankunft der Bomber warten sollten. Da diese nicht kamen, traten die Lockheed P-38 wieder den Rückweg nach Italien an. Dabei wurden sie von zahlreichen deutschen Jagdflugzeugen attackiert und der II. Gruppe des Jagdgeschwaders 53 gelang der Abschuss von acht amerikanischen Jägern.

### Vierter Angriff auf die Wiener Neustädter Flugzeugfabrik am 12. April 1944

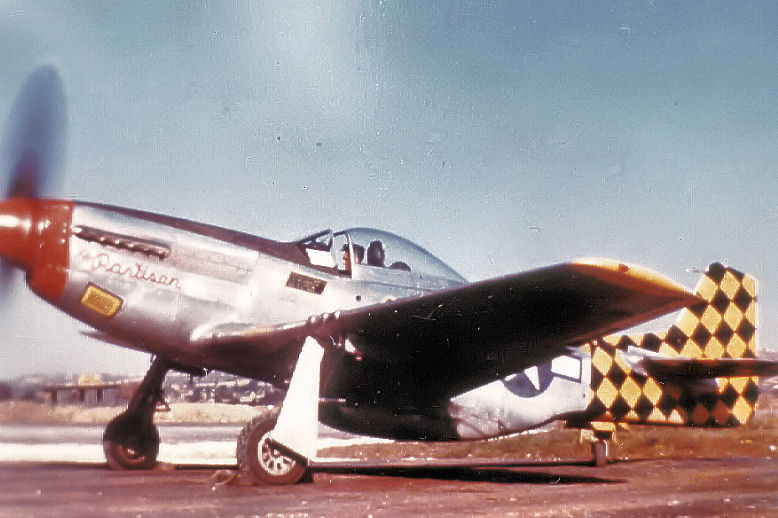
Die 325th Fighter Group war eine von drei Jägergruppen der 15th Air Force, die mit dem P-51 Mustang ausgerüstet wurde.

Auf beiden Seiten der Front hatte es bis zu diesem Angriff bemerkenswerte Veränderungen ergeben. Die Wiener Neustädter Flugzeugwerke und ihre Verlagerungsbetriebe konnten ihre Produktion bis zum März wieder auf 400 Maschinen monatlich hochfahren. Demgegenüber stand eine massive Verstärkung der 15th Air Force, die nun schon seit einigen Monaten von Feldflugplätzen rund um das italienische Foggia operierte. Nachdem im Herbst die Luftflotte nur über sechs Bomber-Gruppen verfügte, waren es Anfang April bereits 19 mit über 1000 Maschinen. Auch die Jagdgruppen waren nicht nur zahlenmäßig verstärkt worden, sondern einigen der Staffeln stand nun mit dem North American P-51 Mustang das beste Jagdflugzeug des Krieges zur Verfügung.
Der Angriff vom 12. April wurde mit ursprünglich 150 Bombern geflogen, von denen 136 bis zum Ziel kamen. Die amerikanischen Jagdflugzeuge waren in der Zwischenzeit mit Treibstoff-Zusatztanks nachgerüstet worden, sodass 90 von 118 gestarteten Jägern die Bomber bis nach Wiener Neustadt begleiten konnten. Dort gelang es ihnen, die meisten Angriffe der deutschen Jagdflugzeuge auf die Bomber abzuwehren, sodass sich die amerikanischen Verluste in Grenzen hielten. Die Amerikaner verloren an diesem Tag von den Wiener Neustadt anfliegenden Verbänden sechs Maschinen. Sieben weitere Maschinen gingen bei Einheiten verloren, die andere Ziele in Ostösterreich angriffen. Die deutsche Luftwaffe bezahlte ihre Abschusserfolge mit dem Verlust von 15 eigenen Flugzeugen.
Die Wiener Neustädter Flugzeugwerke wurden zwar getroffen, doch hielt sich der Produktionsausfall mit etwa 20 Prozent in Grenzen. Die Bombentreffer der Alliierten waren auch dieses Mal aufgrund des ungenauen Zielverfahrens weit verstreut. Sie trafen Wohnviertel, den Fliegerhorst und verursachten in einer Fabrik, die Artilleriegeschoße erzeugte, einen hundertprozentigen Produktionsausfall. 81 Menschen wurden auf dem Boden getötet, die Amerikaner verloren 11 tote und 22 kriegsgefangene Besatzungsmitglieder, die deutsche Luftwaffe musste 14 tote Piloten verkraften.

### Fünfter Angriff auf die Wiener Neustädter Flugzeugfabrik am 23. April 1944
Der nächste Angriff erfolgte am 23. April mit 203 von ursprünglich 259 Bombern, die von 178 Jagdflugzeugen begleitet wurden, von denen es 154 bis zum Ziel schafften. Weitere amerikanische Einheiten griffen Bad Vöslau und Schwechat an. Neun der 20 an diesem Tag abgeschossenen Flugzeugen gehörten jenen Einheiten an, die Wiener Neustadt im Visier hatten. Die deutsche Seite verlor 13 Maschinen und acht Piloten.
Die Bomben der Amerikaner fielen nicht nur auf das Flugzeugwerk, sondern richteten auch in anderen Industrieanlagen und in den Wohnviertel Schaden an, wobei 48 Menschen ihr Leben ließen.

### Sechster Angriff auf die Wiener Neustädter Flugzeugfabrik am 10. Mai 1944

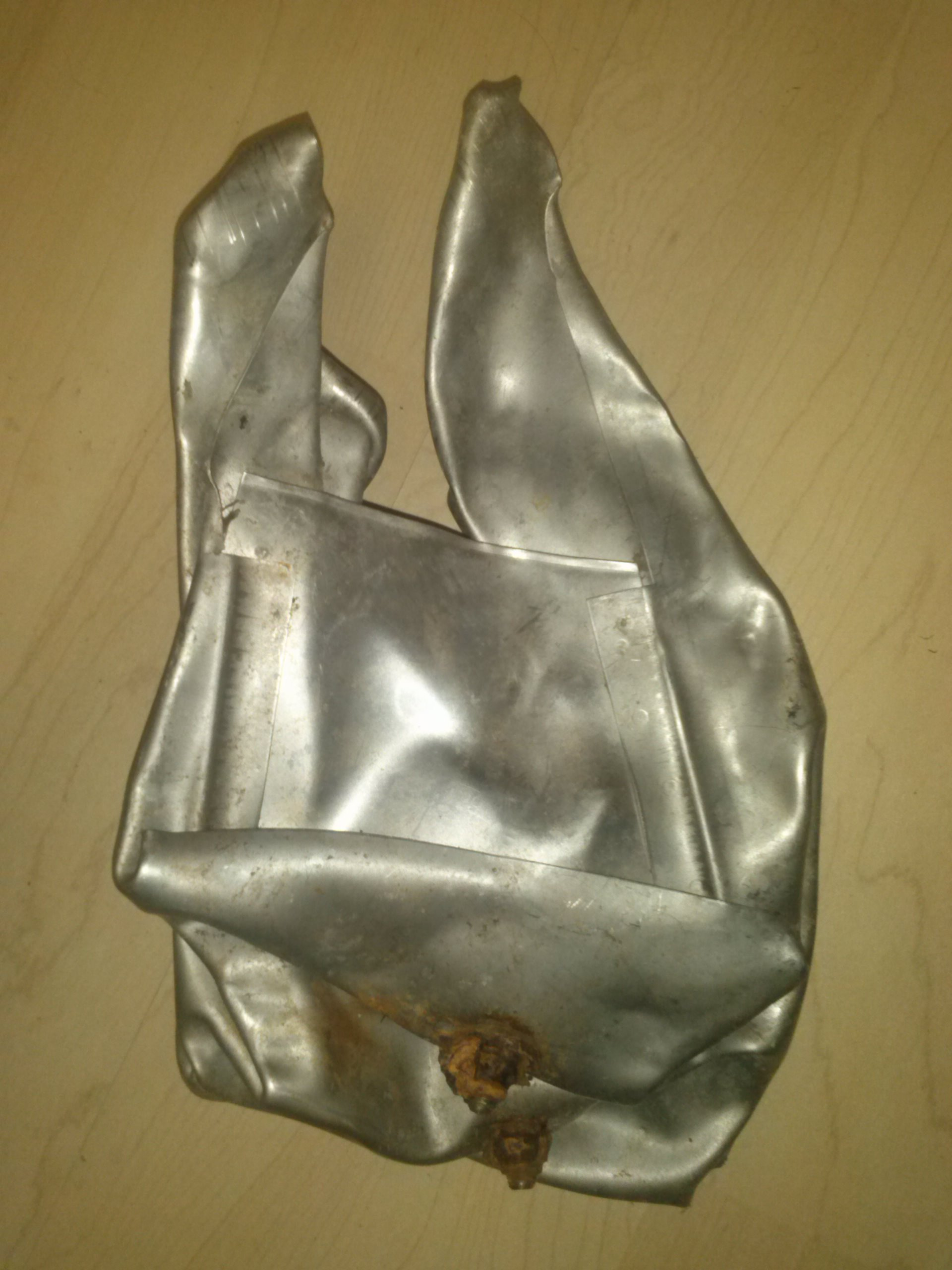
Originalteil einer B-17, die am 10. Mai 1944 über Riedlingsdorf abgeschossen wurde.

Da die Luftaufklärung der Amerikaner nach dem letzten Angriff ergeben hatte, dass die Flugzeugwerke immer noch produzierten und fast 100 fabriksneue Bf 109 auf dem Flughafen Wiener Neustadt Ost für die Übergabe an die Luftwaffe bereitgestellt worden waren, entschied die 15th Air Force an diesem Tag ihre gesamten Luftstreitkräfte gegen Wiener Neustadt einzusetzen. Die gewaltige Streitmacht, die sich in den Morgenstunden des 10. Mais in Bewegung setzte, bestand aus 755 Bombern und fast 300 Jagdflugzeugen. Wegen des aufkommenden schlechten Wetters kehrte das letzte Drittel der Bomberarmada vorzeitig um, sodass letztendlich knapp 400 Bomber den Angriff ausführten. Die deutschen Jägerkräfte, die sich diesem Angriff entgegenstemmten, bestanden aus ungefähr zweihundert Maschinen. Der nun folgenden Luftschlacht fielen 34 amerikanische und 17 deutsche Flugzeuge zum Opfer. Die Angreifer verloren 102 Mann an Toten und 166 an Kriegsgefangenen, auf deutscher Seite kamen 14 Piloten ums Leben. Im Stadtgebiet Wiener Neustadt hatte dieser Angriff erstaunlicherweise nur 18 Todesopfer gefordert, während es in Dörfern der Einflugschneise zahlreiche Tote gab. Die verschiedenen Industriebetrieben wurden wieder schwer getroffen, wobei sich der Produktionsausfall bei den Flugzeugwerken, die schon weitgehend dezentralisiert waren, in Grenzen hielt.

### Erster Angriff auf den Wiener Neustädter Luftpark am 24. Mai 1944
Da die Produktionsstätten der Flugzeugwerke in Wiener Neustadt zerstört waren, rückte nun der Luftpark in das Zentrum des Interesses der Alliierten. Ihm galt daher der nächste Angriff auf die Stadt, der von 226 Bombern (von ursprünglich 420) durchgeführt wurde, die von etwa 140 Begleitjägern beschützt wurden. Die Zahl der deutschen Abwehrkräfte entsprach ungefähr jener der amerikanischen Jagdflugzeuge. Die Angreifer verloren in den Luftkämpfen 16 Maschinen, 40 Besatzungsmitglieder wurden getötet und kamen 99 in Kriegsgefangenschaft. Auf deutscher Seite betrugen die Verluste 14 Maschinen und 9 tote Piloten.
Auf dem Boden wurden die schon vielfach getroffenen Industrieanlagen erneut umgepflügt. Im Luftpark hielten sich die Schäden in Grenzen, allerdings gab es wieder zahlreiche Treffer in den Wohngebieten. Getötet wurden 29 Personen in Wiener Neustadt und mindestens ebenso viele im Umland.

### Zweiter Angriff auf den Wiener Neustädter Luftpark am 29. Mai 1944

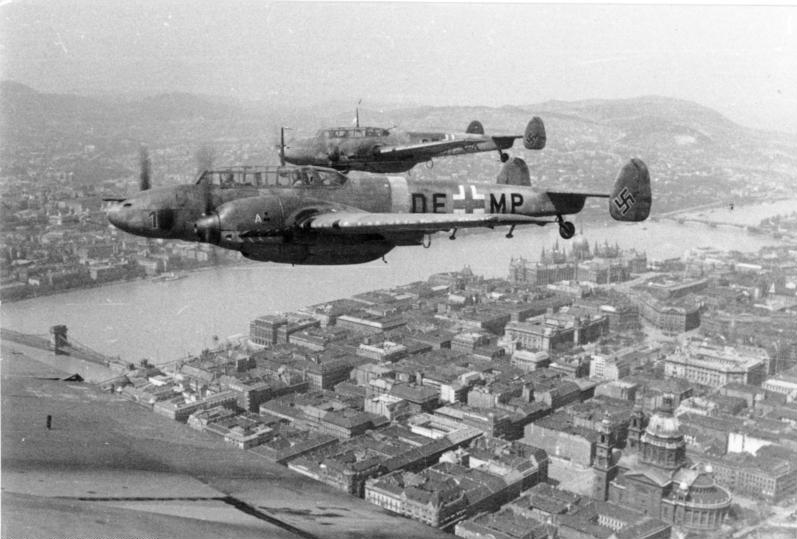
Die Bf 110 war den amerikanischen Begleitjägern hoffnungslos unterlegen und konnte gegen Ende des Krieges nur mehr erfolgreich als Nachtjäger eingesetzt werden.

Der amerikanischen Luftaufklärung war die schlechte Trefferwirkung auf den Luftpark beim letzten Angriff nicht entgangen. Ferner konnte sie feststellen, dass Teile des Produktionsprozesses von den schon schwerst zerstörten Flugzeugwerken hin zu den Werften des Flugparkes verlegt worden waren. Daher wurde bereits für den 29. Mai der nächste Angriff befohlen, den letztendlich 408 Bomber ausführten, die von 210 Begleitjägern eskortiert wurden. Ihnen stemmten sich 115 deutsche Bf 109 sowie 25 Messerschmitt Bf 110 des Zerstörergeschwaders 1 entgegen. Besonders die veralteten Zerstörer waren den amerikanischen Begleitjägern hoffnungslos unterlegen und hatten über 50 Prozent Verluste. Am Ende des Tages hatte die deutsche Luftwaffe 24 Maschinen mit 31 Besatzungsmitgliedern verloren, lediglich elf konnten sich mit dem Fallschirm retten. Auch die amerikanischen Verluste waren mit 23 abgeschossenen Maschinen, 42 toten und 63 kriegsgefangenen Besatzungsmitgliedern hoch.
Auf dem Boden waren die entstandenen Schäden enorm, der Luftpark wurde dieses Mal entscheidend getroffen und viele wichtigen Einrichtungen zerstört. Die Zahl der Toten war angesichts der großen Schäden mit 30 relativ gering. Allerdings verloren in Gemeinden des Umlandes und anderer Zielgebiete insgesamt 152 Personen ihr Leben.

### Angriff auf Verlagerungsbetriebe der Wiener Neustädter Flugzeugwerke am 30. Mai 1944
Gleich am nächsten Tag flogen mehr als 500 amerikanischen Bomber Angriffe auf wichtige Verlagerungsbetriebe der Wiener Neustädter Flugzeugwerke in Pottendorf, Ebreichsdorf, Neudörfl und Neunkirchen, welche von der ausgezeichnet arbeitenden amerikanischen Luftaufklärung identifiziert worden waren. Dabei wurden auch diese Ziele schwer getroffen, sodass sich die deutsche Rüstungsindustrie gezwungen sah, eine weitere Dezentralisierung der Flugzeugproduktion auf schließlich 39 Standorte vorzunehmen.

### Zielwechsel der Alliierten, Abzug der Flak-Kräfte, Aufrüstung der 15th Air Force
Nach der Zerschlagung der deutschen Luftrüstung rückte die Erdölindustrie in den Fokus der alliierten Planungen. Für Wiener Neustadt bedeutete dies vorerst ein Ende der großen Luftangriffe sowie den Abzug von bedeutenden Flak-Kräften, die in den letzten zwölf Monaten rund um die Stadt versammelt worden waren.
Die feindlichen Bomber kamen erst Ende 1944 wieder zurück, als die Alliierten begannen, verstärkt Verkehrsknotenpunkte in ganz Deutschland zu bombardieren. Da Wiener Neustadt ein wichtiger Knotenpunkt im Netz der Deutschen Reichsbahn war, tauchte es nun wieder auf den Ziellisten der amerikanischen Bomber auf.
In der Luft hatten sich die Kräfteverhältnisse in den letzten Monaten dramatisch verändert. Während die deutsche Luftwaffe immer mehr ausblutete, schwoll die 15th Air Force auf einen Verband mit 1500 Bombern und 700 Jagdflugzeugen an. Da die deutschen Jagdflugzeuge in den letzten Monaten des Krieges keine ernstzunehmende Gefahr mehr darstellten, gingen die amerikanischen Begleitjäger dazu über, Tieffliegerangriffe auf wenig bedeutende Ziele durchzuführen.

### Alliierte Luftangriffe auf den Bahnhof Wiener Neustadt
In der Zeit zwischen Dezember 1944 und März 1945 erfolgten insgesamt zwölf Luftangriffe auf den Bahnhof. Wiener Neustadt wurde dabei meist als Ausweich- oder Sekundärziel deklariert, d. h. die Flugzeuge griffen nur dann an, wenn ein Bombardieren des eigentlichen Tageszieles aufgrund schlechten Wetters nicht möglich war. Das Risiko für die Angreifer, abgeschossen zu werden, war im Vergleich zu früher stark gesunken, denn es gab so gut wie keine deutschen Jagdflugzeuge mehr, die es mit der amerikanischen Übermacht hätten aufnehmen können. Auf dem Boden hatte man in den letzten Monaten notgedrungen die Flugabwehr geschwächt, weil die Geschütze an anderen Brennpunkten benötigt wurden. Für die Stadt bedeuteten diese Angriffe den endgültigen Todesstoß, weil aufgrund des ungenauen Zielverfahrens der amerikanischen Angreifer nun auch Gebiete vermehrt bombardiert wurden, die bis jetzt verschont geblieben waren. Besonders verheerend war die Trefferwirkung in den Wohngebieten, wenn die Bomberbesatzungen aufgrund von schlechtem Wetter keine direkte Sicht auf das Bombenziel hatten und stattdessen das H2S-Radarsystem für den Zielanflug verwenden mussten.
Kleinere Angriffe mit einigen wenigen Maschinen richteten meist nur geringen Sachschaden an und verursachten üblicherweise auch keine Menschenverluste. Derartige Angriffe fanden an folgenden Tagen statt:
- 27. Dezember 1944[55]: Angriff mit sieben Bombern
- 21. Februar 1945[56]: Angriff mit sechs Bombern; sechs Tote
- 12. März[57]: Angriff mit elf Bombern
- 20. März[58]: Angriff mit zwölf Bombern
- 23. März[59]: Angriff eines Bombers
- 30. März[60]: Angriff von sechs Bombern und vier Jägern

Einige der Angriffe waren aber durchaus mit den Massenangriffen der Jahre 1943 und 1944 vergleichbar.

#### 15. Februar 1945
An diesem Tag bombardierte die 15th Air Force Bahnanlagen in Wien und in ganz Niederösterreich von Gloggnitz bis Zwettl. Ein Teil der Begleitjäger griff Züge und Bahnanlagen entlang der Strecken im Tiefflug an. Mehr als 100 amerikanische Bomber waren für den Angriff auf Wiener Neustadt vorgesehen. Sie richteten massive Zerstörungen im Bahnhof und den umliegenden Gebieten an. 37 Menschen bezahlten diesen Angriff mit dem Leben, 170 wurden obdachlos. 22 der Toten wurden aus einem Luftschutzkeller in der Nähe der Kapuzinerkirche geborgen, der einen Direkttreffer erhalten hatte. Die amerikanischen Angreifer erlitten keine Verluste.

#### 4. März 1945
Wieder griffen mehr als 100 alliierte Bomber den Bahnhof in Wiener Neustadt an und zerstörten einen Teil der Bahnanlagen. Da weitere Eisenbahnanlagen im östlichen Niederösterreich und im westlichen Ungarn beschädigt wurden, brach der Nachschub für die östlich kämpfenden Wehrmachtverbände für einige Tage zusammen. In Wiener Neustadt wurde auch das Wohngebiet südlich des Wasserturms getroffen, doch blieben die Menschenverluste mit neun Toten relativ gering.

#### 14. März 1945
An diesem Tag sollten 300 Bomber der 15th Air Force den Bahnhof Bruck an der Mur angreifen. Die Bomberbesatzungen hatten den Befehl ihre Bomben auf die Eisenbahnanlagen des Primärzieles nur bei guter Sicht abzuwerfen, damit die Bombenlast auch wirklich maximalen Schaden im angepeilten Ziel anrichtet. Andernfalls sollten die Bomber weiter nach Norden fliegen und Alternativziele wie den Bahnhof von Wiener Neustadt angreifen. Laut Wettervorhersage würden die Besatzungen weiter nördlich optimale Sichtverhältnisse vorfinden. Die Tragik für Wiener Neustadt war nun, dass es sowohl über dem Primärziel Bruck als auch über Wiener Neustadt eine geschlossene Wolkendecke gab. Die amerikanischen Bomber vermieden wegen der schlechten Sichtverhältnisse wie befohlen die Bombardierung des Primärziels, da dieser Befehl aber nicht für das Sekundärziel galt, führten sie den Bombenabwurf auf Wiener Neustadt mit Hilfe der Radargeräte an Bord der Führungsmaschinen durch. Die Folgen für die Bevölkerung waren verheerend, denn diese im Prinzip fast blind geworfenen Bomben von 300 amerikanischen Bombern schlugen weit verstreut im Stadtgebiet ein und töten 123 Menschen. 131 Häuser wurden zerstört, 186 schwer und 164 mittelschwer beschädigt, wodurch 1500 Personen ihr Zuhause verloren.

#### 15. März 1945
Ganz anders verlief der Angriff einen Tag später als wieder 100 Bomber den Bahnhof angriffen. Dieses Mal waren die Sichtverhältnisse so gut, dass viele Bomben tatsächlich das anvisierte Ziel trafen. Schwere Zerstörungen auf dem Bahnhofsgelände waren die Folge. Zwar traf es auch Privathäuser rund um das Bahnhofsviertel, doch hatten in der Zwischenzeit schon viele Wiener Neustädter dieses gefährdete Areal verlassen. Im Vergleich zum Vortag gab es dieses Mal nur einen Toten und 350 Obdachlose.

#### 16. März 1945
Den dritten Tag in Folge griff die 15th Air Force nun schon Wiener Neustadt an. Dieses Mal umfasste die Streitmacht 150 Bomber, die ihre Bomben zum Teil auf Sicht, zum Teil aber auch mit dem Radar abwerfen mussten. Dies hatte zur Folge, dass auch an diesem Tag viele Privathäuser zerstört oder stark beschädigt wurden, sodass 1200 Menschen keine Bleibe mehr hatten. Die Menschenverluste mit 20 Tote waren aber weit geringer als am 14. März.

#### 26. März 1945
Den letzten großen Angriff vor Kriegsende auf den Bahnhof führten 200 Bomber durch, die auch dieses Mal nicht optimale Sichtverhältnisse vorfanden. Die Folge waren wieder zahlreiche Fehlwürfe in der Stadt, besonders das Stadtzentrum hatte bei diesem Angriff zu leiden. 33 Menschenleben forderte der Angriff, 800 Personen hatten danach kein Zuhause mehr.

### Amerikanische Tieffliegerangriffe und Angriffe der Roten Armee
Neben den Angriffen auf den Bahnhof kam es auch immer wieder zu Angriffen von amerikanischen Tieffliegern. Diese wechselten sich in den letzten Märztagen mit Angriffen der Luftwaffe der Roten Armee ab. Diese kündigten das Nahen der Front an, denn die Sowjets standen im Rahmen ihrer Wiener Operation Anfang April 1945 vor den Toren Wiener Neustadt. Der allerletzte Luftangriff amerikanischer Tiefflieger am 2. April kostete noch 27 deutschen Soldaten das Leben, als eine Bombe mitten in einer LKW-Kolonne vor der Theresianische Militärakademie einschlug. Im Laufe des Tages eroberte die Rote Armee die Stadt.

## Bilanz

### Übersicht über eingesetzte alliierte Kräfte und deren Verluste
In der Zeit zwischen August 1943 und April 1945 wurden von alliierten Bombern über dreißig Angriffe auf Wiener Neustadt durchgeführt. Fast 3000 Flugzeuge luden dabei ihre Bombenlast über der Stadt ab. Von deutschen Flak- und Fliegerkräften wurden 101 Bomber und 50 Begleitjäger abgeschossen, wobei fast 400 Besatzungsmitglieder ums Leben kamen und annähernd 500 in deutsche Kriegsgefangenschaft gerieten.
| Datum         | Einheit           | Flugzeuge | über Ziel | Verluste | KIA | POW |
| ------------- | ----------------- | --------- | --------- | -------- | --- | --- |
| 6. Apr. 1941  | Jugosl. Luftwaffe | 1/0       | 1/0       | 1/0      |     | 3   |
| 13. Aug. 1943 | 09th Air Force    | 101/0     | 65/0      | 3/0      |     | 10  |
| 1. Okt. 1943  | 12th Air Force    | 124/0     | 90/0      | 15/0     | 56  | 49  |
| 24. Okt. 1943 | 12th Air Force    | 175/88    |           | 3/0      | 20  |     |
| 2. Nov. 1943  | 15th Air Force    | 139/76    | 112/0     | 11/0     | 69  | 40  |
| 7. Jan. 1944  | 15th Air Force    | 92/113    | 0/24      | 0/8      | 2   | 3   |
| 12. Apr. 1944 | 15th Air Force    | 150/118   | 136/90    | 4/1      | 11  | 22  |
| 23. Apr. 1944 | 15th Air Force    | 259/178   | 203/154   | 4/5      | 18  | 25  |
| 10. Mai 1944  | 15th Air Force    | 755/284   | 406/261   | 30/4     | 102 | 166 |
| 24. Mai 1944  | 15th Air Force    | 420/154   | 226/137   | 14/2     | 40  | 91  |
| 29. Mai 1944  | 15th Air Force    | 420/242   | 408/210   | 12/11    | 42  | 63  |
| 27. Dez. 1944 | 15th Air Force    | 13/0      | 7/0       |          |     |     |
| 15. Feb. 1945 | 15th Air Force    | 110/62    | 108/60    | 0/1      | 1   |     |
| 21. Feb. 1945 | 15th Air Force    | 0/0       | 6/0       |          |     |     |
| 25. Feb. 1945 | 15th Air Force    | 0/28      | 0/28      |          |     |     |
| 4. März 1945  | 15th Air Force    | 128/51    | 103/44    |          |     |     |
| 12. März 1945 | 15th Air Force    | 11/0      | 11/0      |          |     |     |
| 14. März 1945 | 15th Air Force    | 285/92    | 282/88    | 1/0      | 1   | 9   |
| 15. März 1945 | 15th Air Force    | 111/0     | 104/0     | 1/0      |     |     |
| 16. März 1945 | 15th Air Force    | 151/35    | 144/32    | 2/4      | 14  | 2   |
| 18. März 1945 | 15th Air Force    | 0/39      | 0/39      | 0/3      | 1   | 2   |
| 20. März 1945 | 15th Air Force    | 12/0      | 12/0      |          |     |     |
| 23. März 1945 | 15th Air Force    | 1/0       | 1/0       |          |     |     |
| 26. März 1945 | 15th Air Force    | 245/39    | 190/37    | 0/4      | 3   | 1   |
| 29. März 1945 | Rote Armee        | 25/0      | 25/0      |          |     |     |
| 30. März 1945 | 15th Air Force    | 6/0       | 4/0       |          |     |     |
| 30. März 1945 | Rote Armee        | 15/0      | 15/0      |          |     |     |
| 31. März 1945 | 15th Air Force    | 245/39    | 190/38    | 0/5      | 3   | 1   |
| 31. März 1945 | Rote Armee        | 13/0      | 13/0      |          |     |     |
| 1. Apr. 1945  | Rote Armee        | 0/103     | 0/103     | 1        |     |     |
| 1. Apr. 1945  | Rote Armee        | 15/0      | 15/0      |          |     |     |
| 2. Apr. 1945  | Rote Armee        | 29/72     | 29/72     |          |     |     |
| 2. Apr. 1945  | 15th Air Force    | 0/34      | 0/34      | 0/1      |     |     |
|               | Summe:            | 4051/1847 | 2940/1417 | 101/50   | 383 | 478 |

Bedeutung der Tabellenspalten:
- Datum: Datum des Angriffes
- Einheit: Verantwortliches Oberkommando
- Flugzeuge: Anzahl der Bomber/Begleitjäger, die für den Angriff starteten
- über Ziel: Anzahl der Bomber/Begleitjäger, die es bis zum Ziel Wiener Neustadt schafften bzw. die Bomber bis dorthin begleiteten
- Verlust: Anzahl der Flugzeuge, die abgeschossen oder auf andere Art verloren gingen.
- KIA (Killed in Action): getötete Besatzungsmitglieder
- POW (Prisoner of War): in Kriegsgefangenschaft geratene Besatzungsmitglieder

### Übersicht über die deutschen Verluste
In den Luftkämpfen rund um Wiener Neustadt stürzten etwas mehr als 100 deutsche Flugzeuge ab, wobei 83 Besatzungsmitglieder ums Leben kamen. Die alliierten Bombenabwürfe kosteten mehr als 800 Zivilisten, Angehörigen der Wehrmacht und Zwangsarbeiter das Leben. Mehr als 1500 Menschen wurden verletzt, davon 400 schwer, außerdem verloren fast 10000 Personen ihr Zuhause.
| Datum         | Flugzeugverluste | Tote Piloten | Tote | Leichtverletzte | Schwerverletzte | Obdachlose |
| ------------- | ---------------- | ------------ | ---- | --------------- | --------------- | ---------- |
| 13. Aug. 1943 | 1                |              | 134  | 806             | 128             | 1500       |
| 1. Okt. 1943  | 4                | 1            | 96   | 60              | 26              | 350        |
| 24. Okt. 1943 | 1                |              | 29   | 7               | 10              | 150        |
| 2. Nov. 1943  | 12               | 3            | 102  | 79              | 57              | 450        |
| 7. Jan. 1944  | 2                | 3            |      |                 |                 |            |
| 12. Apr. 1944 | 15               | 14           | 81   | 19              | 61              | 178        |
| 23. Apr. 1944 | 13               | 8            | 48   | 24              | 23              | 400        |
| 10. Mai 1944  | 17               | 14           | 18   | 14              | 2               | 1200       |
| 24. Mai 1944  | 14               | 9            | 29   | 21              | 25              | 800        |
| 29. Mai 1944  | 24               | 31           | 30   | 34              | 17              | 600        |
| 27. Dez. 1944 |                  |              |      |                 |                 |            |
| 15. Feb. 1945 |                  |              | 37   | 21              | 7               | 170        |
| 21. Feb. 1945 |                  |              | 6    |                 |                 | 10         |
| 25. Feb. 1945 |                  |              |      |                 |                 |            |
| 4. März 1945  |                  |              | 9    | 9               | 3               | 40         |
| 12. März 1945 |                  |              |      |                 |                 |            |
| 4. März 1945  |                  |              | 123  | 40              | 29              | 1500       |
| 15. März 1945 |                  |              | 1    |                 |                 | 350        |
| 16. März 1945 |                  |              | 20   |                 |                 | 1200       |
| 18. März 1945 |                  |              |      |                 |                 |            |
| 20. März 1945 |                  |              |      |                 |                 |            |
| 23. März 1945 |                  |              |      |                 |                 |            |
| 26. März 1945 |                  |              | 33   | 11              | 15              | 800        |
| 29. März 1945 |                  |              |      |                 |                 |            |
| 30. März 1945 |                  |              |      |                 |                 |            |
| 30. März 1945 |                  |              |      |                 |                 |            |
| 31. März 1945 |                  |              |      |                 |                 |            |
| 31. März 1945 |                  |              |      |                 |                 |            |
| 1. Apr. 1945  |                  |              |      |                 |                 |            |
| 1. Apr. 1945  |                  |              |      |                 |                 |            |
| 2. Apr. 1945  |                  |              |      |                 |                 |            |
| 2. Apr. 1945  |                  |              | 27   |                 |                 |            |
| Summe:        | 103              | 83           | 823  | 1145            | 403             | 9698       |

## Folgen
Als die Rote Armee am 2. April Wiener Neustadt eroberte, traf sie nur noch wenige Zivilisten in der Stadt an, denn viele Einwohner waren vor den Luftangriffen der Amerikaner und den herannahenden Bodentruppen der Sowjets geflohen. Bei den Kämpfen im Stadtgebiet fanden etwa 250 deutsche und 550 sowjetische Soldaten den Tod.
Die Infrastruktur der Stadt hatte durch die alliierten Bombenangriffe starke Schäden davongetragen. Von insgesamt 4178 Objekten waren 40 Prozent zerstört, 50 Prozent schwer bis leicht und 10 Prozent leicht beschädigt worden. Nur ganze 18 Objekte galten als völlig unbeschädigt.
Die Zivilbevölkerung kehrte nach Kriegsende wieder in die zerstörte Stadt zurück. Bis September 1946 gelang es ihr etwa ein Drittel der geschätzten 660.000 Kubikmeter Schutt aus der Stadt zu räumen. Die restlichen Aufräumungsarbeiten vergab der Gemeinderat ab 1947 an Wiener Neustädter Baufirmen, aber auch die Bevölkerung half weiter in Eigenregie mit, die Trümmer zu beseitigen.